# Jlystý
Los jlystý o  khlysty (en ruso Хлысты́), flagelantes o azotados, también llamados Gente de Dios, eran un grupo sectario separado de la Iglesia Ortodoxa Rusa, escisión de la Iglesia de los Viejos creyentes, el cual fue fundado por Daniil Filippovič, en 1631, en la provincia de Kostromá, Rusia.

## Doctrina
Según su doctrina, Jesús se reencarna periódicamente en un ser humano; el intercambio físico con este elegido (en quien habita un dios o bien el fuego de dios), terminaría por abolir y transformar el pecado en virtud. Enseñaban que dentro de cada ser humano habita una pequeña chispa divina -la llama interna-, y el reconocimiento de esta esencia mágica dentro de cada hombre era suficiente para liberarse de cualquier tipo de restricciones, ya fueran sociales,  sexuales o intelectuales.
En sus asambleas, se azotan con ramas o telas entorchadas; entran en comunicación con el Eterno durante sesiones de éxtasis y de trance colectivo, donde realizan bailes giratorios, se embriagan y practican una frenética actividad sexual, seguido de un arrepentimiento contrito y angustiado, de donde salen purificados.
Celebraban a antiguos dioses eslavos, como Yarilo y Rusalka, que eran la personificación de la pasión y el deseo, y al Domovói, el genio tutelar.
Esta doctrina tiene un gran parecido a la predicada por los Hermanos del libre espíritu.
Rasputín estuvo asociado con esta secta.
- Datos: Q1075460
- Multimedia: Khlysts / Q1075460